# NGC 1472
NGC 1472 je galaksija u zviježđu Eridan.

## Vanjske poveznice
- SEDS: NGC 1472